# 15-я моторизованная дивизия (вермахт)
15-я моторизованная дивизия (нем. 15. Panzergrenadier-Division) — тактическое соединение вооружённых сил нацистской Германии.
Сокращённое наименование — 15 мд (15. PzGren-Div).

## История
После того как в мае 1943 года немецко-итальянские войска капитулировали в Тунисе, на Сицилии собрались соединения, которые, собственно, еще предстояло переправить в Северную Африку. Из них было сформировано временное Дивизионное командование Сицилии (Divisionskommando Sizilien). Так образовалась 1 июля 1943 года 15-я моторизованная дивизия, которая до середины 1944 г. использовалась на итальянском фронте.
После высадки союзников в Сицилии 10 июля 1943. 15-я моторизованная дивизия действовала в рамках XIV танкового корпуса на острове Сицилия. 8 августа она отступила на север и продолжала воевать до 16 августа, после чего эвакуировалась в Италию.
После этого дивизия в качестве резерва располагалась в районе Неаполя. Части дивизии, начиная с 9 сентября 1943, были использованы для противодействия высадки союзников в заливе Салерно. После этого 15-я моторизованная дивизия в качестве части XIV танкового корпуса отступила дальше на север.
С октября 1943 года по июнь 1944 года она на сменных огневых точках 15-я моторизованная дивизия обороняла линию Густава к югу от Рима. При контратаках, том числе на Априлию, они понесли тяжелые потери. С июня отступление под командованием LI горного армейского корпуса в Тоскану к юго-западу от Флоренции.
В конце июля 1944 года 15-я моторизованная дивизия переброшена на Западный фронт в 1-ю полевую армию в пространство к югу от Парижа и Труа. Последовали оборонительные бои у Вердена и дальнейшее отступление через Лотарингию в район Саара.
После этого, при подготовке битвы за выступ, дивизия перешла в состав 7-й полевой армии Группы армий «Б». При этом XXXXVII танковый корпус взял на себя фланговую защиту для окончательного неудачного наступления.
В феврале — марте 15-я моторизованная дивизия перешла в LXXXVI армейский корпус 1-й парашютной армии возле города Клеве. После дальнейшего отступления дивизия сдалась 5 мая 1945 года у Ламштедта в британский плен.

## Состав
| 15-я моторизованная дивизия Июль 1943 | 15-я моторизованная дивизия Декабрь 1943                                                                              |
| --- | --- |
| - 104-й моторизованный полк (Panzergrenadier-Regiment 104) - 115-й моторизованный полк (Panzergrenadier-Regiment 115) - 129-й моторизованный полк (Panzergrenadier-Regiment 129) | - 104-й моторизованный полк (Panzergrenadier-Regiment 104) - 129-й моторизованный полк (Panzergrenadier-Regiment 129) |
| - 33-й артиллерийский полк (Artillerie-Regiment (mot.) 33) | - 33-й артиллерийский полк (Artillerie-Regiment (mot.) 33)                                                            |
| - 215-й танковый батальон (Panzer-Abteilung 215) | - 115-й танковый батальон (Panzer-Abteilung 115)                                                                      |
| - Реактивный артиллерийский дивизион (Werfer-Abteilung Sizilien) | — |
| - 33-й зенитный артиллерийский дивизион (Heeres-Flak-Artillerie-Abteilung (mot.) 33)                                                                                             | - 33-й зенитный артиллерийский дивизион (Heeres-Flak-Artillerie-Abteilung (mot.) 33)                                  |
| - 15-й разведывательный батальон (Schnelle Abteilung 15) | - 115-й разведывательный батальон (Panzeraufklärungs-Abteilung 115)                                                   |
| - 33-й противотанковый артиллерийский дивизион (Panzerjäger-Abteilung 33) | - 33-й противотанковый артиллерийский дивизион (Panzerjäger-Abteilung 33)                                             |
| - 33-й моторизованный инженерно-сапёрный батальон (Pionier-Bataillon (mot.) 33)                                                                                                  | - 33-й моторизованный инженерно-сапёрный батальон (Pionier-Bataillon (mot.) 33)                                       |
| - 33-й разведывательный батальон (Nachrichten-Abteilung 33) | - 33-й разведывательный батальон (Nachrichten-Abteilung 33)                                                           |

## Командиры
| Дата            | Командир дивизии                                          |
| --------------- | --------------------------------------------------------- |
| 1 июля 1943     | Генерал-лейтенант Эберхард Родт (Eberhard Rodt)           |
| 3 октября 1943  | Генерал-лейтенант Эрнст-Гюнтер Баде                       |
| 20 ноября 1943  | Генерал-лейтенант Эберхард Родт (Eberhard Rodt)           |
| 5 сентября 1944 | Оберст (полковник) Карл-Теодор Симон (Karl-Theodor Simon) |
| 9 октября 1944  | Генерал-майор Ганс-Йоахим Деккерт (Hans-Joachim Deckert)  |
| 28 января 1945  | Оберст Вольфганг Мауке (Wolfgang Maucke)                  |